# Mosenhof
Mosenhof ist ein Gemeindeteil von Happurg im Landkreis Nürnberger Land (Mittelfranken, Bayern). Mosenhof liegt in der Gemarkung Kainsbach.

## Lage
Der Weiler Mosenhof liegt im Kainsbachtal. Eine Gemeindeverbindungsstraße führt nach Hartenberg (0,8 km südwestlich) bzw. zur Kreisstraße LAU 25 (0,5 km nördlich), die nördlich nach Kainsbach verläuft bzw. südlich nach Schupf. Nachbarortschaften sind Kainsbach im Norden, Hartenberg im Südwesten, See im Osten, und Deckersberg im Nordwesten. Außer im Norden ist der Ort von Wäldern umgeben.

## Wirtschaft
Im Ort ist eine Forellenzucht ansässig, mit täglichem Verkauf von frischen oder geräucherten Forellen. Ansonsten ist der Weiler landwirtschaftlich geprägt. Das ehemalige Hirtenhaus wurde in Privatinitiative denkmalgerecht wiederhergestellt.